# Guijaure
Guijaure är en sjö i Arjeplogs kommun i Lappland och ingår i Skellefteälvens huvudavrinningsområde. Sjön är 60 meter djup, har en yta på 7,62 kvadratkilometer och är belägen 684 meter över havet.

## Delavrinningsområde
Guijaure ingår i det delavrinningsområde (738653-150858) som SMHI kallar för Utloppet av Guijaure. Medelhöjden är 928 meter över havet och ytan är 40,59 kvadratkilometer. Räknas de 5 avrinningsområdena uppströms in blir den ackumulerade arean 122,6 kvadratkilometer. Vattendraget som avvattnar avrinningsområdet har biflödesordning 3, vilket innebär att vattnet flödar genom totalt 3 vattendrag innan det når havet efter 374 kilometer. Avrinningsområdet består mestadels av kalfjäll (81 procent). Avrinningsområdet har 7,64 kvadratkilometer vattenytor vilket ger det en sjöprocent på 18,8 procent. Delavrinningsområdet täcks till 0,26 procent av glaciärer, med en yta av 0,1044 kvadratkilometer.